# سیارک ۴۲۸۲
سیارک ۴۲۸۲ (به انگلیسی: 4282 Endate، نامگذاری:1987UQ1) چهار هزار و دویست و هشتاد و دومین سیارک کشف شده‌است که در ۲۸ اکتبر ۱۹۸۷ کشف شد.
قدر مطلق سیارک برابر ۱۳٫۳۰ است.